# Бернар Фарсі
Берна́р Фарсі́, фр. Bernard Farcy (* 17 березня 1949) — французький актор театру та кіно, відомий за роллю комісара і мера Жибера в серії фільмів Люка Бессона «Таксі» (1998—2018).

## Біографія
Бернар Фарсі народився 17 березня 1949 року. Навчався в Консерваторії драматичного мистецтва в Ліоні. Закінчив театральну школу в Реймсі, після чого переїхав до Парижа. Грав у театрі на Монпарнасі; після знайомства з Домініком Беснеаром у 1983 році виконав першу роль у повнометражному фільмі під назвою «Місяць у водостічній канаві».
До середини 1990-х років Бернар Фарсі грав переважно ролі другого плану; після успіху фільму «Таксі» (1998) змінив амплуа на актора комедійних ролей. Успішною для Фарсі була роль Шарля де Голля, яку він втілив у кіно в 2006 році.

## Нагороди
- Премія FIPA (за найкращу чоловічу роль, серіал «Великий Шарль», 2006)[2];
- Номінація на премію «Еммі» (2006).

## Фільмографія
- Наполеон і Жозефіна, або влада бажань (серіал, 1979);
- Джерело води (короткометражка, 1982);
- Місяць у стічній канаві (1983);
- Чоловік-жінка (1984);
- Наша історія (1984);
- Крок у пітьму (1984);
- Néo Polar (серіал, 1985);
- Родинні зв'язки (1986);
- Вечірня сукня (1986);
- І прийде день завтрашній (ТБ, 1986);
- Одинак (1986);
- Saxo (1987);
- Хрестоподібні серця (1987);
- Франсуа Війон, поет-жебрак (1987);
- Ідеальна угода (1988);
- Солдатська історія (1988);
- Травесті (1988);
- Не будіть сплячого поліцейського (1988);
- Близько двох хвилин (1989);
- Еквілібристи (1992);
- Відпустка до чистилища (ТБ, 1992);
- Жюстіна Труве, або позашлюбна дитина бога (1993);
- Підступність слави (1994);
- Coeur à prendre (ТБ, 1994);
- Паразит (ТБ, 1995);
- Три брати (1995);
- Сестри Солей (1997);
- Гонитва за божеством (1997);
- Серійне вбивство (серіал, 1998-2000);
- Таксі (1998);
- Tapage nocturne (ТБ, 1998);
- Клич із підземелля (короткометражка, 1999);
- Таксі-2 (2000);
- Братство вовка (2000);
- Le mystère Parasuram (ТБ, 2000);
- Астерікс і Обелікс: Місія Клеопатра (2001);
- Les percutés (2002);
- Таксі-3 (2003);
- Одного разу на Дикому Заході (2004);
- Вередливий Альбер (2004);
- Mona lisier (короткометражка, 2004);
- Le plein des sens (короткометражка, 2004);
- Піпл (2004);
- Ізноугуд, або каліф на годину (2005);
- Великий Шарль (серіал, 2006);
- Доброволець (2006);
- Таксі-4 (2007);
- Злодій (2009);
- У пошуках втраченого часу (ТБ, 2011);
- Таксі-5 (2018).